# Wroślikowate

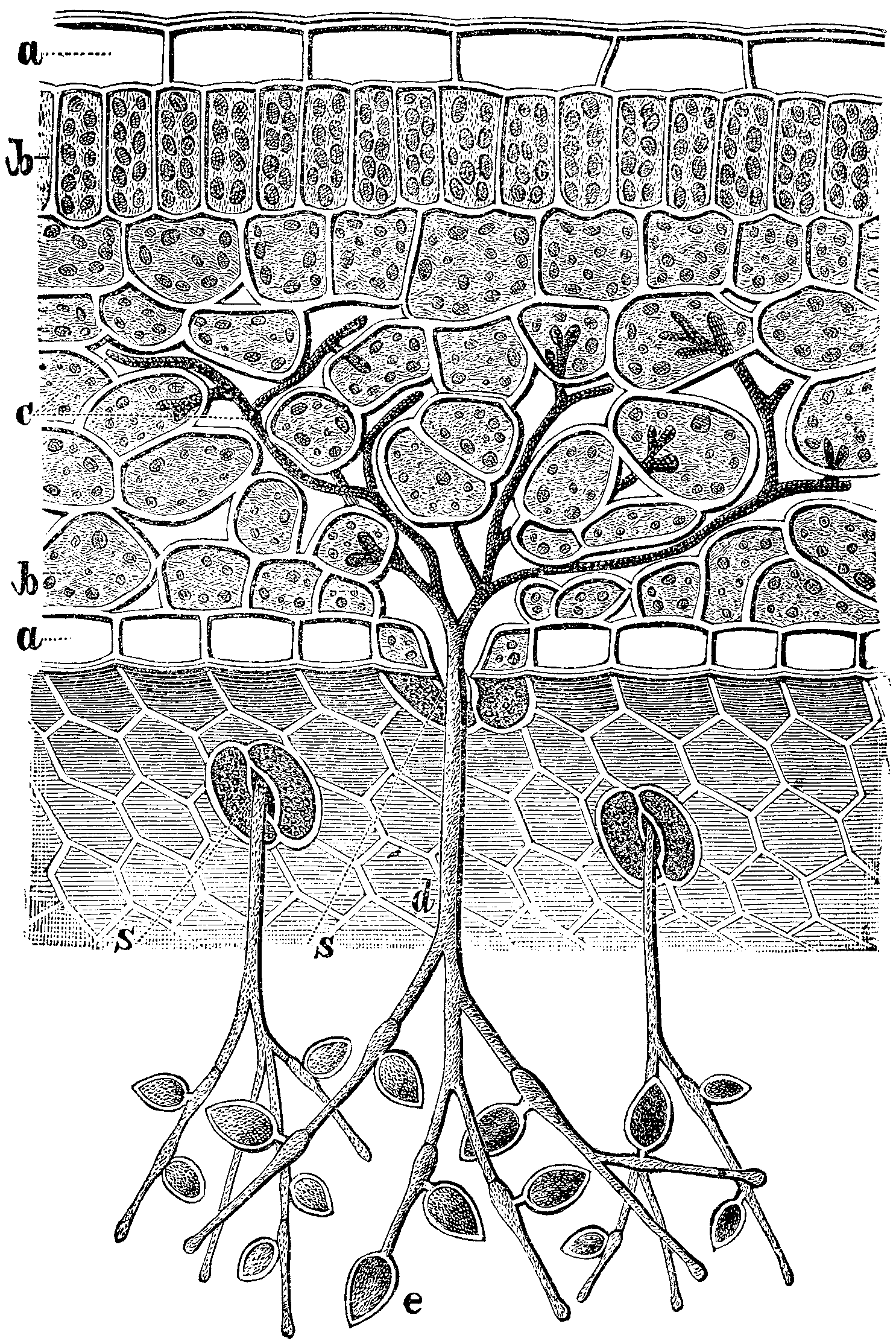
Phytophthora infestans rozwijająca się w tkankach rośliny

Wroślikowate (Peronosporaceae de Bary – rodzina organizmów zaliczanych do królestwa chromistów (Chromista).

## Charakterystyka
Grzyby mikroskopijne, przeważnie pasożyty obligatoryjne roślin, głównie dwuliściennych. Liczne gatunki wywołują u roślin choroby nazywane mączniakami rzekomymi. Choroby te powodują duże straty w gospodarce człowieka.
Charakterystyczną cechą wskazującą na występowanie gatunków z rodziny wroślikowatych są żółte, chlorotyczne plamy na górnej powierzchni porażonych roślin i występujący w tym samym miejscu pod plamami biały nalot na dolnej powierzchni liści. 

## Systematyka
Pozycja w klasyfikacji według Index Fungorum
Peronosporales, Peronosporidae, Peronosporea, Incertae sedis, Oomycota, Chromista.
Rodzaje
Według aktualizowanej klasyfikacji Index Fungorum bazującej na Dictionary of the Fungi do rodziny tej należą rodzaje:
- Basidiophora Roze & Cornu 1869
- Baobabopsis R.G. Shivas, Y.P. Tan, Telle & Thines 2015
- Benua Constant. 1998
- Bremia Regel 1843
- Bremiella G.W. Wilson 1914
- Dicksonomyces Thirum., P.N. Rao & M.A. Salam 1957
- Eraphthora Telle & Thines 2012
- Graminivora Thines & Göker 2006
- Halophytophthora H.H. Ho & S.C. Jong 1990
- Hyaloperonospora Constant. 2002
- Nothophytophthora T. Jung, Scanu, Bakonyi & M. Horta Jung 2017
- Novotelnova Voglmayr & Constant. 2008
- Paraperonospora Constant. 1989
- Perofascia Constant. 2002
- Peronophythora C.C. Chen ex W.H. Ko, H.S. Chang, H.J. Su, C.C. Chen & L.S. Leu 1978
- Peronosclerospora (S. Ito) Hara 1927
- Peronospora Corda 1837
- Phytophthora de Bary 1876
- Plasmopara J. Schröt. 1886
- Plasmoverna Constant., Voglmayr, Fatehi & Thines 2005
- Poakatesthia Thines & Göker 2007
- Protobremia Voglmayr, Riethm., Göker, Weiss & Oberw. 2004
- Pseudoperonospora Rostovzev 1903
- Sclerophthora Thirum., C.G. Shaw & Naras. 1953
- Sclerospora J. Schröt. 1879
- Viennotia Göker, Voglmayr, Riethm., M. Weiss & Oberw. 2003

Nazwy naukowe na podstawie Index Fungorum. Nazwy polskie według A. Skirgiełło.